# یهودستیزی
یهودستیزی (به انگلیسی: Antisemitism، ترجمهٔ تحت‌الّفظی: «نگرش ضد سامی») به ستیزه‌جویی با یهودیان و نگاه منفی و کینه‌جویانه همراه با پیش‌داوری نسبت به آنچه یهودی است گفته می‌شود. به فردی که چنین دیدگاهی دارد، یهودستیز می‌گویند. یهودستیزی نوعی نژادپرستی در نظر گرفته می‌شود.

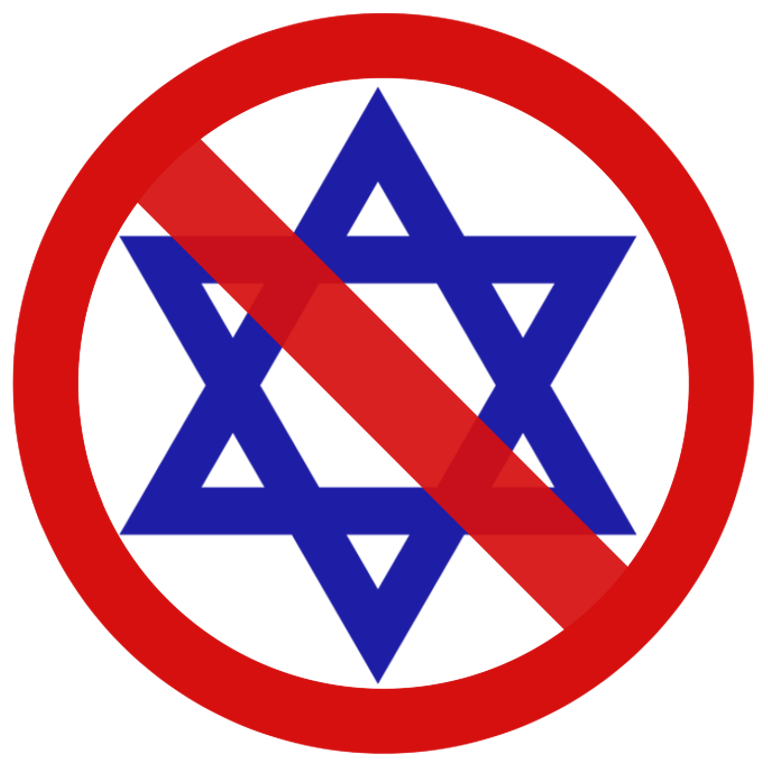

## تاریخچه یهودستیزی

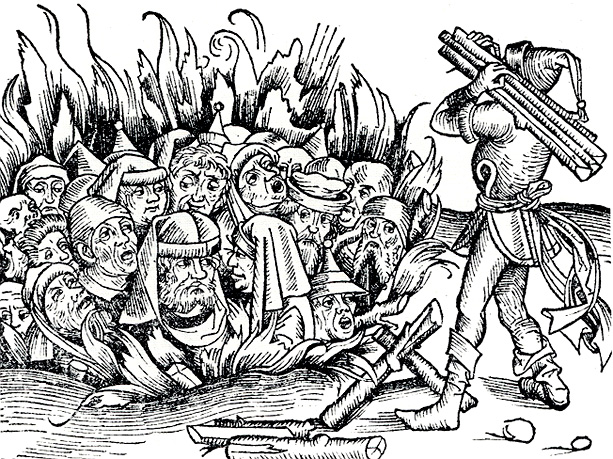
یهودستیزی در اسپانیا، سوزاندن یهودیان اثر Diabeł i Żydzi در سال ۱۴۹۳ در لهستان

تاریخ یهود ستیزی در اروپا اساساً با دوران پیدایش مسیحیت و داعیهٔ پیروان آن برای سلطهٔ انحصاری و به رسمیت شناساندن زورمدارانهٔ دین خود به‌عنوان یگانه مذهب رسمی شروع می‌شود. اولین گروه‌های مسیحی در اروپا، یهودیانی بودند که به آیین عیسوی گرویده و با اتکا به انجیل، مسیحیت را به‌عنوان مذهب جانشین برای آیین یهود و به‌مثابهٔ وحدت جدید و اسرائیل حقیقی درک می‌کردند. این اعتقاد به نفی تعلق یهودیان به محدودهٔ متحدان خدا و متهم کردن آن‌ها به آزار و قتل مسیح منجر شد. یهودی‌ستیزی از قرن دوم میلادی در تاریخ، ادبیات و موعظه‌های مسیحی با پیگیری دنبال شد و به شکل تحقیر دینی و قومی در آیین مسیحی تکامل یافت.
یهودی‌ستیزی اولیه در مسیحیت بر کندذهنی و بردگی یهودیان، تکذیب رسالت مسیح و قتل او توسط یهودیان و نهایتاً طرد آنان از سوی خدا تکیه دارد. البته در انجیل چشم‌انداز بازگشت و نجات آخرین بقایای آن‌ها مطرح و از زاویه دین‌شناسی با از بین بردن یهودیان و تحمیل مسیحیت به آنان مرز بندی شده‌است. یهودی‌ستیزی در قرن ۴ و ۵ که مسیحیت به دین دولتی ارتقاء یافت، کیفیت نوینی یافت. در این دوره تخریب کنیسه‌ها، حملات دائمی به یهودیان، تصویب قوانینی بر مبنای ممنوعیت گرویدن مسیحیان به دین یهود، جلوگیری از ازدواج میان یهودیان و مسیحیان و محروم کردن یهودیان از شرکت در مراجع رسمی و دولتی رایج شد.
«یهودی‌ستیزی» با گسترش مسیحیت در جوامع اروپایی از محدودهٔ محافل دینی خارج و به بخشی از اعتقادات مذهبی ـ خرافی عوام تبدیل شد. اوهامی از قبیل به صلیب کشیدن کودکان مسیحی و استفاده از خون آن‌ها برای مراسم مذهبی و شفای بیماران، مسموم کردن چشمه‌های آب توسط یهودیان حتی تا میانهٔ قرن بیستم، برای برانگیختن خشونت عمومی در میان توده‌های مسیحی، علیه پیروان دین یهود مؤثر واقع می‌شدند. 
خصومت ضدیهودی در قرن ۱۳ و ۱۴ میلادی در اروپای مرکزی به تخریب بسیاری از مراکز مسکونی و عبادیِ یهودیان و کشتار جمعی آن‌ها منجر شد. بدین‌ترتیب، گرچه از دیدگاه بسیاری از پژوهشگران، اختلافات عقیدتی، ریشهٔ خصومت ضدیهودی و عدم پذیرش اجتماعیِ آن‌ها در تاریخ هزارسالهٔ قرون وسطی در اروپا را تشکیل می‌دهد، اما محروم کردن آنان از مشاغل کلیدیِ دولتی، مصادرهٔ زمین‌های آن‌ها توسط زمین‌داران بزرگِ وابسته به کلیسا، ممنوعیت فعالیت آن‌ها در حرفه‌های صنعتی توسط اصناف، به غارت کشیدن دائمی اموال و دارایی آنها، سوق دادنشان به خرید و فروش کالا و نزول خواری، و نهایتاً تحریک توده‌های مذهبی علیه آن‌ها دلالت بر جنگ قدرتی با انگیزه‌های اقتصادی دارد که با پوششی مذهبی میدان را می‌آراید. 
در این جنگ که به شکلی هدفمند قدرت زدایی کامل یهودیان را از حق مالکیت و شرکت برابر در امور و حقوق اجتماعی دنبال می‌کرد، یهودی به عنوان سمبل معصیت در افکار عمومی توده‌های محروم که خود قربانی سودجویی زمینداران و تجار بزرگ بودند، معرفی شد. 
پروژه یهودی، سمبل گناه از سوی کلیسا و قدرتمندان اقتصادی عصر به گونه‌ای در میان عوام تبلیغ شد که توجهشان از مکانیسم واقعی مناسبات تبعیض‌آمیز اجتماعی به کینه و نفرت کور علیه «یهودی ذاتاً گناهکار» منحرف شد. آدرنو و هورکهایمر [۲] این پدیده را در میان انسان‌ها زیر عنوان فرافکنی گمراه در مقابل فرافکنی اندیشمندانه تعریف می‌کنند. فرافکنی گمراه به معنای انتقال فاقد تأمل احساسات، عواطف و آرزوهای سرخورده انسان‌ها بر روی یک موضوع، یا یک فرد یا یک پدیده است. فرافکنی گمراه در مثال یهودی‌ستیزی، ساختن تصویری به‌غایت منفی از یهودی و سپس تعبیه علت تمامی ناکامی‌های اجتماعی، اقتصادی و حتی فرهنگی و حسی خود بر روی این کاراکتر شیطانی است.

### یهودستیزی در قرون وسطی
در بسیاری از اروپای قرون وسطی یهودیان از حقوق مختلفی مانند شهروندی و حقوق آن، کسب مقام‌های دولتی یا شرکت در اصناف، محروم بودند. برخی پادشاهان قرون وسطی با یهودیان تا درجاتی مدارا و سازش می‌کردند. اما در سال ۱۰۹۶ میلادی گروهی از شوالیه‌های جنگ‌های صلیبی به کشتار یهودیان دست زدند. پس از آن اتهامات مختلفی نسبت به یهودیان ظاهر شد مانند قربانی کردن کودکان مسیحی برای به‌دست آوردن خون برای پخت نان فطیر در عید فصح. که بعضی از آن اتهامات بعدها توسط نازی‌ها استفاده شد. 
با رشد تجارت در اواخر قرون وسطی برخی یهودیان در تجارت برجسته شدند. موفقیت در تجارت، بانکداری و فرهنگ حسادت مردم برانگیخت. این نارضایتی همراه با تعصب مذهبی سنتی باعث اخراج اجباری یهودیان از چندین کشور و منطقه از جمله انگلستان(۱۲۹۰)، فرانسه (قرن۱۴)، آلمان (دهه۱۳۵۰)، پرتغال(۱۴۹۶)، پروونس(۱۵۱۲)، و کشورهای پاپی(۱۵۶۹)، شد. 
تشدید آزار و شکنجه در اسپانیا در سال ۱۴۹۲ با اخراج اجباری جمعیت بزرگ و قدیمی یهودی آن کشور به اوج خود رسید. فقط یهودیانی که به مسیحیت گرویده بودند اجازه اقامت داشتند و کسانی که به ادامه یهودیت مظنون بودند با آزار و اذیت روبرو شدند. تفتیش عقاید در نتیجه این اخراج‌های دسته جمعی، مراکز زندگی یهودیان از اروپای غربی و آلمان به ترکیه و سپس به لهستان و روسیه منتقل کرد. وجود یهودیان در جایی که به آنها نیاز بود تحمل می‌شد. یهودیان که در حاشیه جامعه زندگی می‌کردند وظایف اقتصادی را انجام می‌دادند که برای تجارت و بازرگانی حیاتی بود. از آنجایی که مسیحیت پیشامدرن اجازه وام دادن با سود را نمی‌داد و از آنجایی که یهودیان عموماً نمی‌توانستند زمین داشته باشند. یهودیان نقشی حیاتی به عنوان وام دهندگان و تاجران داشتند. جایی که به آنها اجازه داده شد در جامعه بزرگتر شرکت کنند پیشرفت کردند. 
در طول قرون وسطی در اسپانیا، قبل از اخراج یهودیان در سال ۱۴۹۲، فیلسوفان، پزشکان، شاعران و نویسندگان یهودی از جمله رهبران دارای یک زندگی فرهنگی و فکری غنی مشترک با مسلمانان و مسیحیان بودند. آنها با همکاری دانشمندان و متفکران عرب در جامعه اسپانیای مسلمان، در انتقال میراث فکری جهان کلاسیک به مسیحیت قرون وسطی نقش اساسی داشتند
گراندا شهری بود که از دوران قدیم توسط یهودیان کنترل می‌شد و از این رو به آن شهر یهودیان هم می‌گفتند. حتی فاتحان عرب پس از پیروزی قَیومیَت آنجا را به یهودیان سپردند. این ماجرا در زمان خلیفه حبوس به اوج خود رسید که یک یهودی به نام ساموئل بن نغدله را به عنوان وزیر کشور انتخاب کرد. مانند همه کشورهای اسلامی یهودیان در غرناطه در آزادی کامل زندگی می‌کردند و چند تن از آنها مانند یوسف بن میگش که به ماموریت‌های دیپلماتیک اعزام شد یا اسحاق ابن لئون یا نحمیا اشکافا مَناسِب تأثیر گذاری دریافت کردند. از آنجا که یهودیان غرناطه ثروتمند و قدرتمند بودند گاه در نزاع‌های خاندان‌ها نیز دخالت می‌کردند. اما با سقوط و قتل یوسف بن نغدله حمله‌ای علیه یهودیان آغاز شد. خانه‌های آن‌ها غارت شد و بیش از ۱۵۰۰ خانواده یهودی که تعداد آنها به بیش از ۴۰۰۰ هزار نفر می‌رسید در یک روز سقوط کرد(۳۰ دسامبر ۱۰۶۶ / ۴۶۶ خورشیدی). تعدادی از یهودیان فرار کردند. این اولین آزار و اذیت علیه یهودیان پس از تسلط اسلام بر شبه جزیره پیرنه بود. در سراسر پادشاهی، یهودیان مجبور شدند خانه‌ها و زمین‌های خود را فروخته و ترک کنند. اما آنها بزودی بازگشتند.

### اصلاح طلبان پروتستان و مسئلهٔ یهودی‌ستیزی
با تأسیس مراکز تجاری (اواسط قرن ۱۶) که مبادلات پولی و تجاری را در انحصار خود درآوردند، تنها امکان موجودیت اقتصادی یهودیان نیز از آن‌ها سلب شد و روند به فقر کشانیدن و پراکنده کردن آنان، ابعاد بی‌سابقه‌ای یافت. 
هم‌زمان با خشونتهای اقتصادی، منزوی کردن فرهنگی و سیاسی پیروان دین یهود، از طریق وادار کردن آن‌ها به زندگی در محلات ویژه گتو و تحمیل نصب علامت یهودانه بر لباسهایشان، که بعدها در بسیاری از کشورهای دیگر نیز باب شد، به اجرا درآمد و به این ترتیب یکی از کریه‌ترین جلوه‌های تبعیض و تحقیرهای انسانی به هنجاری اجتماعی تبدیل شد، بدون آنکه درازای قرنها قلع و قمع سیاسی اقتصادی، ذره‌ای از جنون یهودی‌ستیزی در جوامع مسیحی اروپایی کاهش بیابد. 
حتی جنبش اصلاح طلبی پروتستانیسم درون کلیسای کاتولیک نیز فاقد پتانسیل کافی برای مقابله با خشوت کور علیه دگراندیشی مذهبی بود. لوتر سرکرده این جنبش، تا زمانی که به گرویدن یهودیان به جنبش اصلاح طلبی امیدواربود، در نوشته‌ای زیر عنوان «مسیح یک یهودی مادرزاد است»، اتهاماتی از قبیل کشتن مسیحیان و استفاده از خون آن‌ها برای شفای بیماران را مورد تردید قرار داد و فساد کلیسای پاپ را مسبب موفقیت و بقای یهودیت اعلام کرد. لوتر در سال ۱۵۴۳ نظرات خود را تغییر داد و در نوشته‌ای به نام «از یهودیان و دروغهایشان» از لعن و نفرینهای دینی فراتر رفته و تعقیب و خون‌ریزی «یهودیان ملعون و مطرود» [۳] را به مقامات بالا توصیه کرد. لوتر در این نوشته با صراحت به آتش کشانیدن کنیسه‌ها، ویران کردن خانه‌های یهودیان، طرد کردن آن‌ها از خیابانها و شهرها، مصادره اموال و دارایی‌های آن‌ها و وادار کردنشان به کارهای دشوار بدنی بدون دستمزد را تشویق و ترغیب می‌کند.

### تعدیل یهودی‌ستیزی در عصر روشنگری
در قرن هجدهم مسیحیت از زاویه درک از خرد و قوانین طبیعت مورد انتقاد فلسفه روشنگری قرار گرفت. همراه با آن طرح دولت غیر دینی، شکل‌پذیری دولت و فرد، اصل حق برابری همه انسان‌ها و مسئله یهودیان به مرکز توجه روشنگران تبدیل شد.. اصل جدایی دین از دولت، محرومیت یهودیان را از آموزش و عدم شرکت آنان در امور اجتماعی را زیر سؤال قرار داد و تدریجاً دیوارهای خارجی گتوهای یهودیان از میان برداشته شد و وضعیت آموزش برای آن‌ها تا اندازه‌ای بهبود یافت. علی‌رغم اندک بودن تعداد طرفداران روشنگری در اروپا و تلقی متناقض و نوعی یهودی‌ستیزی پنهان در میان اغلب آنها، می‌توان انقلاب فرانسه و روشنگری در اروپا را از زاویه تفکر رواداری و عملکرد انقلابی و نقد خردمندانه از نظم موجود در جامعه، نقطه عطفی در تاریخ یهودی‌ستیزی تلقی کرد که از میان برداشتن مرزهای گروهی بین مسیحیان و یهودیان را هدف‌گیری می‌کرد. تفاوتی که میان نحوه استدلال روشنگران اروپایی با طرفداران نظم و تفکر حاکم، در گفتار یهودی‌ستیزی وجود داشت را می‌توان در مبحث «علت و معلول» خلاصه کرد. طرفداران نظم حاکم بر این بودند که «فساد و مضر بودن» قوم یهود دلیلی برای تحقیر و محرومیت اجتماعی آنهاست. در مقابله با این نظر، انقلابیون فرانسه و روشنگران آلمان تحقیر و محرومیت‌های اجتماعی یهودیان را مسبب «فساد و مضر بودن» یهودیان می‌دانستند. راه حلی که ارائه می‌شد، بر پایه معتبر دانستن حقوق انسانی و اجتماعی برای اقلیتی قومی و مذهبی قرار نداشت، بلکه به رسمیت شناختن این حقوق را به اینکه یهودیان دیگر یهودی نباشند [۴] و از اعتقادات و آداب و رسومِ ویژهٔ خود دست بردارند، مشروط می‌کرد.

### یهودی‌ستیزی و کشتار جمعی یهودیان توسط دولتنازیآلمان ۱۹۳۳–۱۹۴۵
یهودی‌ستیزی در سال ۱۹۳۳ برای اولین بار در تاریخ به عنوان یک دکترین، در دولتی اعلام شد که در آن افراطی‌ترین حزب ضد یهود به رهبری آدولف هیتلر، به قدرت رسیده‌بود. اقدامات این دولت از بایکوت مغازه‌داران یهودی آغاز شد. در سال ۱۹۳۵ به دنبال تصویب «قوانین نورنبرگ»، تبعیضات اجتماعی بر پایه تفاوت خونی میان آلمان‌ها و یهودی‌ها تصریح شد و یهودیان در قانون به‌عنوان شهروندان درجه دوم اعلام شدند. بر مبنای این قوانین ازدواج یهودیان با شهروندان غیر یهودی زیر عنوان حفاظت از خون و شرافت آلمانی ممنوع اعلام شد. سلب اجازه کار از پزشکان و وکلای یهودی، ممنوعیت ورود کودکان یهودی به مدارس آلمانی، تحمیل نصب علامت J روی کارت شناسایی همه یهودیان تا سال ۱۹۳۸ زمینه را برای یورش‌های خونین نیروهای ضربتی رایش سوم عیله یهودیان فراهم آورد. 
با مهاجرت گروه‌های وسیعی از یهودیان، دست نازی‌ها برای ادامه سرکوب یهودیان بازتر شد. با تصویب قانون «جدا کردن یهودیان از زندگی اقتصادی آلمان» یهودیان به بی‌خانمانی مطلق سوق داده شدند. به پیروی از این قانون کلیسای پروتستان نیز کارمندان و کشیش‌هایی که نسل قبلی‌شان به یهودیت منتسب می‌شدند، از خدمت در کلیسا اخراج شدند. 
کار اجباری، و تحمیل نصب ستارهٔ زرد روی لباس یهودیان، به تحقیر و تبعیض آن‌ها ابعاد بی‌سابقه‌ای بخشید. آخرین مرحله تعقیب و سرکوب عبارت بود از بیرون راندن اجباری یهودیان از آلمان به شرق اروپا و به قتل رسانیدن سیستماتیک آن‌ها از سال ۱۹۴۱. 
تا شروع جنگ جهانی سیاست نازی‌ها برای حل مسئله یهود، بیرون راندن آن‌ها از آلمان بود اما با اشغال لهستان و مواجهه شدن با وزن سنگین یهودیان در ترکیب جمعیتی لهستان و به دنبال آن با تصرف بخش‌های دیگر اروپا مسئله یهود از چارچوب آلمان خارج و ابعادی درون اروپایی یافت. طبیعتاً بیرون راندن یهودیان به یک قاره دیگر امکان‌پذیر نبود؛ بنابراین ژانویه ۱۹۴۲ سران حزب نازی درکنفرانس وانزه (Wannsee) گردهم آمده و به چاره‌جویی پرداختند. نتیجه این کنفرانس کار اجباری در اردوگاه‌های کار با هدف نابود کردن زندانیان از طریق کار جانفرسا و فرستادن یهودیان سراسر اروپا به کارخانه‌های مرگ (اتاقهای گاز و کوره‌های آدم سوزی)، که به آخرین دستاوردهای تکنیکی مجهز بودند، بود. طبق تصمیمات درج شده در پروتکل این کنفرانس، می‌بایست ۱۱ میلیون یهودی ساکن اروپا به قتل می‌رسیدند.[۱۰] 
ناسیونال سوسیالیستها تا قبل از شکست در استالینگراد و متوقف کردن جنگ از سوی متفقین، نیمی از ۱۱ میلیون یهودیان ساکن اروپا را به قتل رساندند. علاوه بر کشتار جمعی یهودیان، گروه‌های دیگری از جمله کمونیست‌ها، سوسیال دموکرات‌ها، معلولین، هم‌جنس‌گرایان، اقلیت‌های سینتی و روما، زنانی که به تن‌فروشی متهم می‌شدند، بی‌کاران و بی‌سرپناهان نیز به دلیل آلوده‌سازی نژاد ژرمن به مرگ محکوم شده و به اردوگاه‌های کار اجباری از جمله «آشویتس» فرستاده می‌شدند. یهودی‌ستیزی مسیحی در سده‌های میانه رواج داشت و در رژیم نازی آلمان به اوج خود رسید.

### یهودی‌ستیزی در دوران حاضر

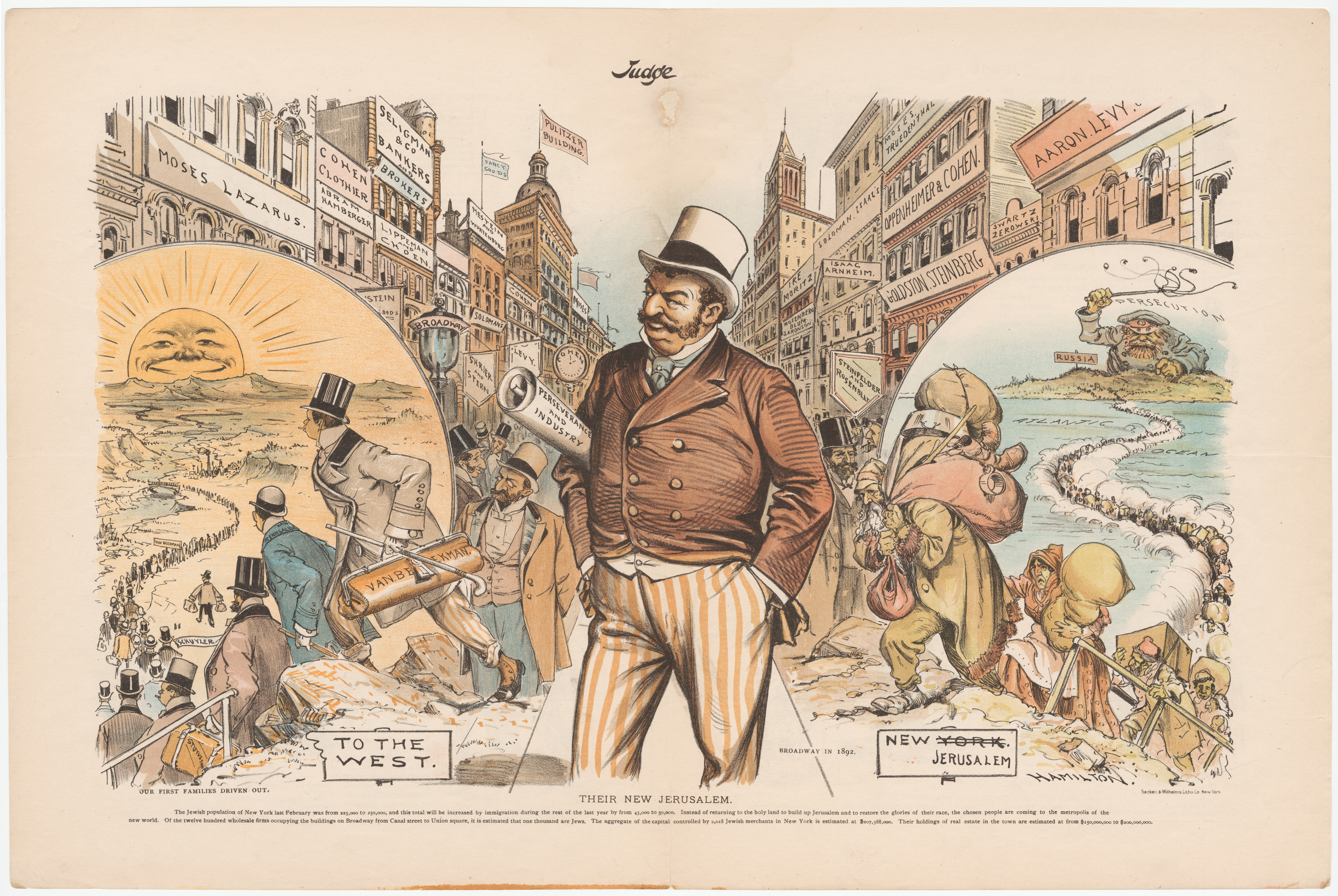
نگاره‌ای از یک کارتون ضدمهاجرت و یهودستیزانه با عنوان «مسیر یهودیان» که در سال ۱۸۹۲ میلادی در مجلهٔ جاج منتشر شد. موضوع کارتون، انتقاد از ورود پناهجویان فقیر یهودی از امپراتوری روسیه به نیویورک در شرق آمریکا و پس از چندین سال، مهاجرت و تغییر مکان یهودیان-که حال ثروتمند شده‌اند- به ایالت‌های غربی است

بر اساس اطلاعات آژانس حقوق بنیادی اتحادیه اروپا (به اختصار FRA) بر اساس نظرسنجی سال ۲۰۱۲ این آژانس که از جامعهٔ آماری از یهودیان اروپا به عمل آمده بود، یهودستیزی در سال‌های قبل از آن رو به افزایش گذاشته‌است. بر طبق اطلاعات این نظرسنجی، در سال ۲۰۱۱ از هر ۵ یهودی، یک نفر مورد حملات فیزیکی یا توهین‌های مذهبی قرار گرفته‌است. از دلایل این افزایش یهودستیزی در میان اروپائیان می‌توان به رفتار دولت اسرائیل در نزاع اعراب و اسرائیل در سال‌های دهه ۲۰۰۰ و دهه ۲۰۱۰ اشاره کرد. این افزایش اختلافات در کشورهای اروپای غربی شایعتر از سایر مناطق اروپا است.
«وفاداری مضاعف و دو جانبه» استعاره‌ای ضدیهودی است که یهودیان را به داشتن «وفاداری مضاعف و دو جانبه» متهم می‌کند. طبق این استعاره، یهودیان به اسرائیل بیش از کشور خود حس وفاداری دارند.

### یهودستیزی در سرزمین‌های اسلامی
طی قرن‌های متمادی یهودیان در کشورهای اسلامی به عنوان اهل کتاب و اهل ذمه تحمل می‌شدند. فرودست بودند اما حفاظت هم می‌شدند. یهودیان مجبور به پرداخت مالیات اضافه‌ای بودند که به آن جزیه گفته می‌شد، لباس مخصوصی می‌پوشیدند و در محله‌های مجزایی سکونت داشند. کم و بیش می‌توان گفت یهودیان در جوامع اسلامی وضعیتی مشابه با سایر غیرمسلمانان داشتند. با مهاجرت گسترده یهودیان به فلسطین در قرن بیستم و تشکیل کشور اسراییل در سال ۱۹۴۸ موج جدید خصومت با یهودیان آغاز شد. از آنجا که عرب‌ها نیز از نژاد سامی هستند این خصومت بیشتر مبنای سیاسی (ضدصهیونیستی) و مذهبی داشت تا مبنای نژادی. فارغ از انگیزه و علت این خصومت‌ها، در کشورهای اسلامی خاورمیانه رفتارهای ضدیهود بیشتر شد و پیامد آن چیزی نبود جز مهاجرت گسترده‌تر یهودیان این کشورها به اسرائیل. در سال‌های بعد از تأسیس دولت اسرائیل، بین ۸۰۰٬۰۰۰ تا یک میلیون یهودی از کشورهای عربی به آنجا مهاجرت کردند.

### یهودستیزی در ایران
مورخان و تاریخ نگاران معتقدند که یهودستیزی در تاریخ ایران جایگاه ریشه‌ای نداشته‌است.
در نظرسنجی اتحادیه ضد افترا که در سال ۲۰۱۴ انجام شد ۵۶ درصد ایرانیان احساسات ضدیهود داشته‌اند. بر اساس این نظرسنجی ۱۸ درصد معتقد بودند یهودیان دربارهٔ هولوکاست اغراق می‌کنند. ۶۴ درصد معتقد بودند علت نفرت از یهودیان رفتار یهودیان است. در میان کشورهای خاورمیانه این کمترین میزان یهودستیزی‌ست.
سیدعلی خامنه‌ای، رهبر ایران، بارها از عبارت «افسانه هولوکاست» استفاده کرده‌است. او در یکی از سخنرانی‌هایش اظهار داشته: «صهیونیستها با نازیهای آلمان روابط نزدیک داشتند و ارائه آمارهای اغراق‌آمیز از کشتار یهودیان، خود وسیله‌ای برای جلب ترحّم افکار عمومی و زمینه‌سازی برای اشغال فلسطین و توجیه جنایات صهیونیستها بوده‌است.»

#### کشتار یهودیان مشهد
در واقعه الله‌داد (مسلمان‌سازی اجباری یهودیان مشهد) که در دوره سلطنت محمدشاه قاجار انجام شد، ۲۸ تن از یهودیان، کشته شده و شمار دیگری نیز زخمی شدند.

#### قتل‌عام یهودیان رشت
یهودی تپه نام محله‌ای است در شهر رشت که مسجدی نیز در آن واقع است.
بنا بر یک روایت، در یک روز دوشنبه بارانی در این محله مردی یهودی تعرضی به یک زن مسلمان انجام داده‌است و این عمل خشم مسلمانان را برانگیخته و به کشتار یهودیان منجر شده‌است. همین روایت می‌افزاید جسد همه یهودیان در زیر همین مسجد دفن شده‌اند. این روایات همچنین از عده‌ای از یهودیان ساکن رشت در محله استادسرا یاد می‌کند که به سیاهکل کوچ کرده و در مدخل این شهر ساکن شدند. به ادعای این روایت، اموال یهودیان کشته‌شده طی این حادثه ازجمله کنیسهٔ آنان به مسلمین واگذار شده‌است.

## هولوکاست
هولوکاست به کشتار دسته‌جمعی و نسل‌کشی نزدیک به شش میلیون نفر یهودی و پنج میلیون نفر دیگر بر پایه نژاد، مذهب، ملیت و عقیده در طی جنگ جهانی دوم به دست آلمان نازی و از ۱۹۴۱ تا انتهای ۱۹۴۵ در اردوگاه‌های مرگ آلمان نازی، گفته می‌شود.

### انکار هولوکاست
انکار هولوکاست باوری است که اظهار می‌دارد، نسل‌کشی به صورت آنچه که «همه‌سوزی جمعی گروه‌های مختلفی از مردم به‌خصوص یهودیان، همجنسگرایان و کولیها در طی جنگ جهانی دوم به‌دست آلمان نازی از ۱۹۴۱ تا انتهای ۱۹۴۵» خوانده می‌شود، اتفاق نیفتاده‌است یا کاملاً اغراق شده‌است. برخی انکار هولوکاست را در زمرهٔ باورهای یهودستیزانه قرار می‌دهند که این کار در کشورهای اسلامی با انتقاداتی مواجه است.